# Ubuntu Unity
Ubuntu Unity è una distribuzione GNU/Linux derivata ufficiale di Ubuntu che utilizza l'interfaccia Unity al posto di GNOME Shell. È nata inizialmente come progetto della comunità, denominato Ubuntu Unity Remix. La prima versione è stata la 20.04 LTS distribuita il 7 maggio 2020. Nel 2022 è stato richiesto a Canonical lo status di flavor ufficiale, approvato alcuni mesi dopo. La prima versione con il nome di Ubuntu Unity è la 22.10.

## Storia
L'interfaccia Unity è stata originariamente sviluppata da Canonical e inclusa per la prima volta come interfaccia predefinita in Ubuntu 11.04, pubblicata ad aprile 2011, come alternativa a GNOME Shell per sostituire l'interfaccia di GNOME 2.
Canonical pianificava di unire le interfacce desktop, cellulare e tablet in Unity 8, un progetto che è stato abbandonato nel 2017 quando Ubuntu è passato a GNOME 3 con la distribuzione della versione 17.04 di Ubuntu, terminando lo sviluppo di Unity alla versione 7 e lasciando incompleta la versione 8.
Poiché molti utenti e molti sviluppatori di Ubuntu non hanno accettato il cambiamento, sono stati proposti una serie di fork, con UBports che ha rilevato lo sviluppo di Unity 8 per il suo valore come interfaccia per cellulare e l'ha rinominata Lomiri nel febbraio 2020. Nel 2019 Canonical ha dato la sua approvazione per l'uso dei marchi per Unity 7 Ubuntu remix.
Lo sviluppatore certificato della Linux Foundation e membro del team Ubuntu Rudra B. Saraswat, ha avviato Ubuntu Unity nel Maggio 2020. Come alternativa a GNOME Files è stato incluso il file manager Nemo e GNOME Display Manager ha sostituito il display manager LightDM.
Saraswat aveva precedentemente creato diverse altre distribuzioni Linux, inclusa Krob Linux: Una distro focalizzata sul server.
Riguardo alle motivazioni per l'avvio di Ubuntu Unity, Saraswat ha dichiarato: «Ho usato Ubuntu 17.04 quando avevo 8 anni e amavo davvero Unity7, quindi quando Unity7 è stato interrotto da Canonical, non ero felice e volevo riportarlo indietro. Ho creato questo progetto per dare una nuova vita a Unity7». Saraswat aveva dieci anni nel 2020 quando ha distribuito per la prima volta Ubuntu Unity e ha indicato che il suo obiettivo è quello di far accettare la distribuzione come flavour ufficiale di Ubuntu, obiettivo raggiunto a partire dalla versione 22.10.